# José Julio Cabanillas
José Cabanillas (n. Granada, España, 1958) es un escritor, poeta y traductor español.

## Biografía
Licenciado en Historia, impartió clases como profesor de Lengua Castellana y Literatura. 
Autor de los poemarios: Las canciones del alba (Renacimiento, 1990), Palabras de demora (Renacimiento, 1994), En lugar del mundo (Ed. Pre-Textos, 1998), Los que devuelve el mar (Ed. Pre-Textos, 2005),  Después de la noticia (Metropolisiana, 2011) y Poemas descalzos (Libros Canto y Cuento, 2016). 
También es autor de Benzelá (Ed. Pre-Textos, 1998), una novela que recrea con un lenguaje preciosista y exacto parte de su infancia en la finca de sus abuelos jienenses; y de La luna y el sol (Númenor, 2006) donde recoge algunos poemas en prosa. En 2014 ha aparecido  Vigilia. Antología poética (Renacimiento, 2014), edición de Juan Carlos Abril. Además de estas obras, muchos de sus poemas están publicados en antologías junto a los de otros poetas contemporáneos, como Eloy Sánchez Rosillo, Luis Alberto de Cuenca, Antonio Colinas, Andrés Trapiello, Víctor Jiménez y María Victoria Atencia, entre otros nombres representativos de la poesía actual.
Ha traducido a Gerard Manley Hopkins en su libro Poemas (Renacimiento, 2003). Y ha coordinado la traducción de G. K. Chesterton, en Lepanto y otros poemas (Renacimiento, 2003). Es codirector de la revista literaria Albatros.

## Obras

### Poesía
- Las canciones del alba, 1990
- Palabras de demora, 1994
- En lugar del mundo, 1998
- Los que devuelve el mar, 2005
- Cuatro estaciones, 2008
- Después de la noticia, 2011
- Vigilia: Antología poética, 2014
- Poemas descalzos, 2016
- Esos tus ojos, 2023

Inclusión en antologías
Primera antología (Poesía Española Contemporánea), Sevilla, Ed. La isla de Siltolá, 2011.

### Narrativa
- Benzelá (novela)

### Traducciones
- Poemas de Gerard Manley Hopkins
- Lepanto y otros poemas de G.K. Chesterton